# Relações entre Indonésia e Papua-Nova Guiné
As relações entre Indonésia e Papua-Nova Guiné são as relações externas entre a Indonésia e a Papua-Nova Guiné, dois países limítrofes ao norte da Austrália.
Nova Guiné Ocidental (que consiste em duas províncias indonésias: Papua e Papua Ocidental) e Papua-Nova Guiné compartilham uma fronteira de 760 quilômetros (470 mi) que tem provocado tensões e questões diplomáticas em curso ao longo de muitas décadas.
A Indonésia está representada em Papua-Nova Guiné com uma embaixada em Port Moresby e um consulado em Vanimo.

## História
As ações do governo colonial holandês e do governo indonésio sobre as populações em Papua tem causado uma extensa e contínua questão da fronteira, a qual tem uma presença longa e duradoura de refugiados que se deslocam entre Papua e Papua-Nova Guiné.
Leo Suryadinata escreve que depois de "uma série de conflitos fronteiriços, a Indonésia finalmente assinou um tratado de fronteira com a Papua-Nova Guiné em 1979";  entretanto, as questões continuaram enquanto a Indonésia perseguia os papuas bem depois desta data e continuam a perseguir diversos grupos populacionais na região montanhosa de Papua adjacente à fronteira com Papua-Nova Guiné. A fronteira é uma linha reta, elaborada sem considerar as características geológicas, com exceção de um ligeiro recuo para o oeste no rio Fly, criado em 1893 para permitir melhor policiamento britânica da área.

## Refugiados
Devido a conflitos adjacentes à fronteira entre os dois países, os refugiados atravessam a fronteira regularmente. 
A principal questão dos refugiados é o conflito entre as forças de segurança nacionais da Indonésia e os vários grupos de grupos descontentes da Papua Ocidental que procuram refúgio no território da Papua Nova Guiné. 
As questões diplomáticas posteriores que surgiram, geralmente são os fluxos de refugiados e as transgressões de fronteira por forças indonésias.
Sua proximidade (de Papua-Nova Guiné) e laços culturais com a província indonésia de Papua significa que há potencial para um afluxo em massa de refugiados de Papua Ocidental. Dada a persistência da instabilidade política e da situação de segurança em Papua, a revisão regular dos planos de contingência de Papua-Nova Guiné e o treinamento dos funcionários do governo de Papua-Nova Guiné são considerados importantes.